# Mantralayam

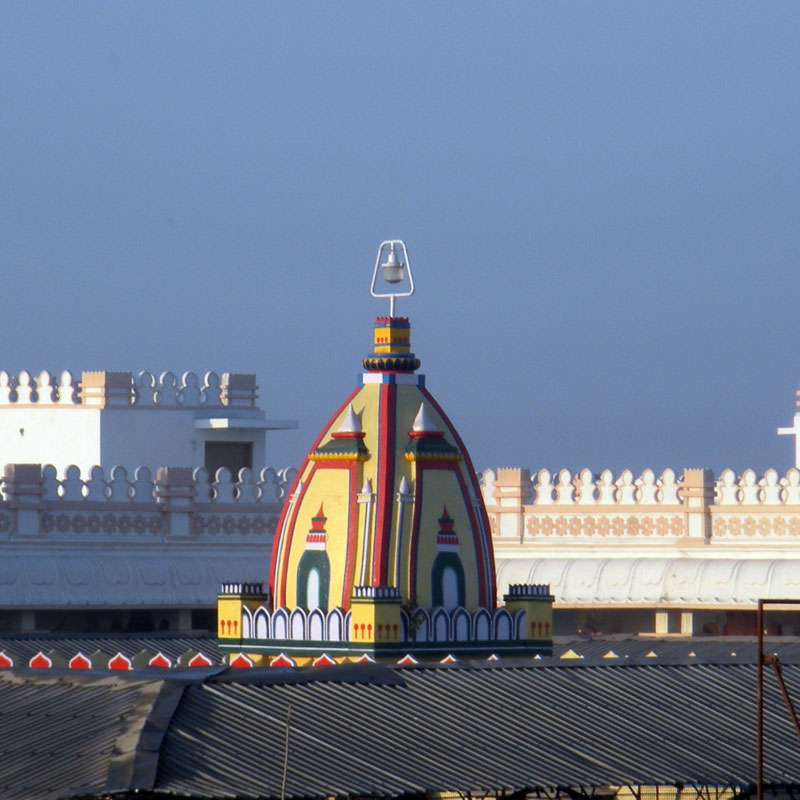
Temple de Mantralayam.

Mantralayam est un village de pèlerinage du district de Kurnool dans l'Andhra Pradesh, en Inde.

## Géographie
Mantralayam est situé sur les rives de la rivière Tungabhadra, à la frontière avec l'État voisin du Karnataka.

## Centre religieux
Mantralayam est connu pour être le site du samadhi de Raghavendra Tirtha, un saint qui a vécu au XVIIe siècle. On pense qu'il a choisi d'être consacré vivant dans un état méditatif devant ses disciples sur le site du temple. Des milliers de personnes visitent le Raghavendra Math et les temples sur les rives de la rivière.